# 1. FC Tatran Prešov
Cet article traite du club de football. Pour le club de handball, voir Tatran Prešov (handball).
Maillots
Le 1.FC Tatran Prešov est un club slovaque de football basé à Prešov.

## Historique
- 1898 : fondation du club sous le nom de Eperjesi Torna és Vívó Egylet (hongrois), ETVE Prešov (slovaque)
- 1920 : le club est renommé Eperjesi Törekvés (hongrois), Snaha Prešov (slovaque)
- 1948 : fusion avec le DSO Slavia Presov en PTS Prešov
- 1949 : le club est renommé Sparta Dukla Prešov
- 1950 : le club est renommé Dukla Prešov
- 1951 : le club est renommé Dukla CSSZ Prešov
- 1952 : le club est renommé Sokol CSSZ Prešov
- 1953 : le club est renommé DSO Tatran Prešov
- 1960 : le club est renommé TJ Tatran Prešov
- 1966 : 1re participation à une Coupe d'Europe (C2, saison 1966/1967)
- 1989 : le club est renommé TJ Tatran Agro Prešov
- 1991 : le club est renommé FC Tatran Prešov
- 1996 : le club est renommé FC Tatran Bukoza Prešov
- 1997 : le club est renommé FC Tatran Prešov
- 2005 : le club est renommé 1. FC Tatran Prešov

## Bilan sportif

### Palmarès
- Championnat de Slovaquie de deuxième division
  - Champion : 2008

- Coupe de Slovaquie
  - Vainqueur : 1992
  - Finaliste : 1973, 1985, 1994, 1997

- Supercoupe de Slovaquie
  - Finaliste : 1994

- Championnat de Tchécoslovaquie
  - Vice-champion : 1965 et 1973

- Coupe de Tchécoslovaquie
  - Finaliste : 1966, 1992

- Coupe Mitropa
  - Vainqueur : 1981

### Bilan par saison
| Année   | Place | Points | Ligue       |
| ------- | ----- | ------ | ----------- |
| 1994-95 | 9e    | 25 pts | Division I  |
| 1995-96 | 6e    | 35 pts | Division I  |
| 1996-97 | 6e    | 43 pts | Division I  |
| 1997-98 | 10e   | 36 pts | Division I  |
| 1998-99 | 8e    | 43 pts | Division I  |
| 1999-00 | 6e    | 47 pts | Division I  |
| 2000-01 | 7e    | 40 pts | Division I  |
| 2001-02 | 10e   | 31 pts | Division I  |
| 2002-03 | 9e    | 39 pts | Division II |
| 2003-04 | 3e    | 52 pts | Division II |
| 2004-05 | 5e    | 44 pts | Division II |
| 2005-06 | 4e    | 56 pts | Division II |
| 2006-07 | 5e    | 62 pts | Division II |
| 2007-08 | 1e    | 77 pts | Division II |
| 2008-09 | 7e    | 41 pts | Division I  |
| 2009-10 | 8e    | 38 pts | Division I  |
| 2010-11 | 11e   | 33 pts | Division I  |

|  | Montée |  | Descente |

### Bilan européen
Note : dans les résultats ci-dessous, le score du club est toujours donné en premier
| Saison    | Compétition      | Tour                | Club           | Domicile | Extérieur | Total |
| --------- | ---------------- | ------------------- | -------------- | -------- | --------- | ----- |
| 1966-1967 | Coupe des coupes | Seizièmes de finale | Bayern Munich  | 1 - 1    | 2 - 3     | 3 - 4 |
| 1973-1974 | Coupe UEFA       | Premier tour        | Velež Mostar   | 4 - 2    | 1 - 1     | 5 - 3 |
| 1973-1974 | Coupe UEFA       | Seizièmes de finale | VfB Stuttgart  | 3 - 5 ap | 1 - 3     | 4 - 8 |
| 1994-1995 | Coupe des coupes | Tour préliminaire   | Bangor FC      | 4 - 0    | 1 - 0     | 5 - 0 |
| 1994-1995 | Coupe des coupes | Seizièmes de finale | Dundee United  | 3 - 1    | 2 - 3     | 5 - 4 |
| 1994-1995 | Coupe des coupes | Huitièmes de finale | Real Saragosse | 0 - 4    | 1 - 2     | 1 - 6 |

Légende
- Victoire ou qualification pour le tour suivant
- Match nul
- Défaite ou élimination de la compétition

## Anciens joueurs
- Ladislav Pavlovič
- Ľubomír Reiter
- Stanislav Šesták
- Stanislav Varga